# ثري دي إف إكس إنترأكتف
ثري دي إف إكس إنترأكتف (بالإنجليزية: 3dfx Interactive)‏ كانت شركة متخصصة في تصميم وتصنيع وحدات معالجة الرسومات ولاحقا بطاقات العرض المرئي. ورغم أنها كانت من الشركات المهمة في العديد من السنوات في التسعينات, كانت من الشركات البارزة في الزوال في تاريخ تصنيع معدات الحاسوب. وكان يقع مقرها الرئيسي في سان هوزيه، كاليفورنيا وتم اكتساب العديد من خبرائها وموظفين آخرين من قبل منافستها إنفيديا, في وقت كانت على وشك الإفلاس. وأعلنت الشركة عن إفلاسها في 15 تشرين الأول 2002.